# Simplicaris veneris
Simplicaris veneris is een eenoogkreeftjessoort uit de familie van de Parastenocarididae. De wetenschappelijke naam van de soort is voor het eerst geldig gepubliceerd in 1980 door Cottarelli & Maiolini.